# 復刊ドットコム
復刊ドットコム（ふっかんドットコム）は、絶版になった書籍を復刊させるWebサイトおよびオンライン書店である。2000年5月24日にサービスが開始され、2011年1月に全面リニューアルされた。
サービスを運営する株式会社復刊ドットコム（旧ブッキング）についても記述する。

## 概要

### 復刊
ユーザーからのリクエスト・投票と情報提供を基に、以前復刊した類書の販売実績や各出版社の復刊の実績等を考慮し、出版社や著者に復刊リクエストについての情報提供を行い復刊を交渉する。リクエスト・投票は1件の書籍につき1票・1回限りで、復刊要望の理由などのコメントを添え、購入意思の登録をする必要がある。目安として100票集まると、復刊ドットコムが、オリジナルの出版社へ原版の有無確認など復刊に向けた交渉に入るとされている。
設立当初は、日販グループとしてオンデマンド出版への進出を視野にいれていたが、後述のコンテンツワークスによるものを除くと、《リクエスト→交渉→出版社による復刊》という業務に徹している。
2001年11月12日には、日本経済新聞社主催の「日経インターネットアワード2001」で、日本経済新聞社賞を受賞した。
文学、絵本、コミック、アニメやホビー関係のムック、楽譜、参考書（教育関係）など多数のリクエストが登録されている。一定以上の需要と原版が有り、権利関係のクリアが可能な書籍から順次復刊されている。特に前述の漫画・アニメ関係のリクエストが多いが、支持が集まらない（または潜在的需要はあるものの復刊―の事を知らない）タイトルは、リクエストから3年以上経過しても100票集まらない有様である。漫画を中心に既刊（絶版）本のみならず、未収録作品の収録といったリクエストも可能だが、「一般書籍の復刊と比べ、交渉が困難と予想される」と明記されている。
投票した書籍の復刊が決定されると、「復刊ドットコム」のサイト上で購入を促すメールが送付される。ブッキングが発売元になる場合もあるが、たいていは中小の出版社によって刊行されている。オリジナルの出版社から再版・重版の形式で復刊されるケースはほとんどない。また、復刊に伴うコストの上乗せなどからオリジナルよりも売価が高めに設定されている。
なお、小学館・講談社・富士フイルムビジネスイノベーション・マイクロソフトが出資設立したコンテンツワークスによる「コミックパーク」が、小学館・秋田書店・少年画報社・双葉社などが刊行し絶版となったコミックスをオンデマンド出版で受注販売することを拡充したことから、復刊ドットコムでリクエストされていたタイトルは、【復刊】と見なしてコミックパークへのリンクが付されている。

### 復刊書籍の代表例
「復刊ドットコム」がきっかけとなって復刊された代表例としては、アニメ『ロミオの青い空』の原作であるリザ・テツナーの『黒い兄弟』がリクエストから1年余りの2002年に新装版で復刊され、多くの図書館に海外文学・児童書として配置されたり、過去の市民運動により廃刊に迫られた岩波書店版『ちびくろ・さんぼ』が2000年のリクエストから5年近く経た2005年4月に600票を集めて瑞雲舎から復刊し、続編を含め20万部以上を売り上げた事が挙げられる。なお、復刊第一号は三原順の『かくれちゃったの、だぁれだ』という絵本である。

### 運営形態
2000年8月 - 2002年12月は株式会社ブッキングとビズシーク（中古品やコレクターズアイテム中心のオークションサイト「EasySeek」と、それをプラットフォームにした楽天フリマの運営受託）、2003年 - は同社事業を継承した楽天による共同運営がなされていた。復刊ドットコムのWeb運営をビズシーク（楽天）が行い、ブッキングは復刊交渉やサイト上での販売業務に分業していたためである。このため、リクエストなど復刊ドットコムのサービスを利用する際に「EasySeek」のIDを取得または利用し、双方のサービスの会員となる必要があった。また2001年8月に楽天がビズシークを買収し、2003年1月に同社事業を楽天に譲渡させた経緯から、EasySeekサービスは2005年4月までに楽天フリマ・楽天オークションへ完全移管され、EasySeek（復刊―/楽天フリマ）のIDを楽天会員へ任意で統合させる措置が取られていた。ただし、復刊ドットコムの書籍販売業務を楽天ブックスへ移管するといった、楽天グループ内での事業連携はされなかった。
2006年10月末をもって楽天が提携解消したことに伴い「復刊ドットコム」はブッキング社から日販グループのほるぷ出版ブッキング事業部へ事業譲渡された（EasySeek時代に登録した者はIDが引き継がれる）。2009年4月には、吸収分割によりほるぷ出版のブッキング事業からCCCグループの株式会社ブッキングへ譲渡された。2009年10月には社名を株式会社復刊ドットコムに変更した。